# Fluoroélastomère
Les fluoroélastomères sont des fluoropolymères présentant des propriétés « élastiques » comme les élastomères. Grâce à la présence de fluor, ces élastomères fluorocarbonés possèdent une excellente résistance à la chaleur (large intervalle de température : entre −30 °C et 250 °C), aux produits chimiques (tels les acides, bases[réf. souhaitée], huiles et solvants non polaires), à la flamme et aux intempéries (dioxygène, ozone et lumière). 

## Typologie
Les fluoroélastomères peuvent être classés selon les monomères qui les forment en trois grandes familles (FKM, FFKM et FEPM), :
- FKM : fluorocarbones. Apparus en 1957, ces élastomères constituent environ 80 % des fluoroélastomères et possèdent une excellente résistance à la chaleur (utilisation de −10 à +250 °C), aux carburants et aux produits chimiques agressifs. Ils sont tous fabriqués à partir du fluorure de vinylidène (VDF ou VF2). Ils sont saturés, donc non vulcanisables au soufre. Densité : 1,78 à 1,82 (élevée). Prix de 40 à 225 €/kg (en 2007). Cinq sous-catégories sont listées par la norme ASTM :
  - type 1 : copolymère de l’hexafluoropropylène (HFP) et du VF2,
  - type 2 : terpolymère du tétrafluoroéthylène (TFE), du HFP et du VF2,
  - type 3 : terpolymère du TFE, du perfluorométhylvinylether (PMVE) et du VF2,
  - type 4 : terpolymère du TFE, du propylène et du VF2,
  - type 5 : pentapolymère du TFE, HFP, de l'éthylène, du PMVE et du VF2 ;
- FFKM : perfluoroélastomères. Ce sont généralement des terpolymères du TFE, PMVE et d'un troisième monomère. Ces élastomères présentent une excellente inertie chimique et une température de service continu de −30 à +290 °C pour certains grades ;
- FEPM : copolymères de propylène tétrafluoroéthylène, dérivés de FKM avec une meilleure résistance chimique (proche FFKM).

Il existe aussi les FVMQ : fluorosilicones, avec un comportement mécanique et chimique proche du caoutchouc VMQ avec une résistance supérieure aux carburants.

## Fabrication
Ces élastomères sont obtenus par polymérisation suivie par une réticulation après mise en forme, soit avec des bisphénols, soit avec des peroxydes.

## Utilisations
Leur domaine d'utilisation est limité et les volumes sont faibles. Ils sont utilisés comme films barrières pour le contrôle des composés organiques volatils (COV) et comme joints dans les moteurs de véhicules. Ils sont également utilisés dans les bracelets de montres connectées (Apple Watch, Samsung Galaxy Watch).

## Marques commerciales
FKM
- DAIL-EL de Daikin
- Dyneon de 3M
- Tecnoflon de Solvay Solexis
- Viton de DuPont

FFKM
- Parofluor de Parker
- Kalrez de DuPont
- Chemraz de Greene Tweed
- Novelast d'Interseal[6]

FVMQ
- Silastic de Dow Corning
- Silopren de Momentive

FEPM
- HiFluor FB de Parker